# اجندا (ویسکانسین)
اجندا (به انگلیسی: Agenda) شهرکی در ایالت ویسکانسین در ایالات متحده آمریکا است که در شهرستان اشلند واقع شده‌است.

## خصوصیات
اجندا ۲۳۱٫۹ کیلومترمربع مساحت و ۴۲۲ نفر جمعیت دارد و ۴۹۰ متر بالاتر از سطح دریا واقع شده‌است.